# Phileas Fun House
Phileas Fun House (eerder Rosies Playground) is een overdekte kinderspeelplaats in Attractiepark Slagharen.

## Over de attractie
De overdekte kinderspeelplaats bevindt zich in het begin van het park, in het gedeelte bij de ingang. De speelplaats bevat één groot speeltoestel met verschillende onderdelen om te klimmen en te klauteren en bevindt zich in een rond gebouwtje. Vanaf 90 cm mag een kind, als het ouder is dan drie, deze attractie betreden.

## Gebouw van een rupsbaan
In het gebouw huisde jarenlang een rupsbaan, een treintje dat rondjes draaide waarbij er op een gegeven moment een overkapping boven uitrolde. Dat attractietype was een variatie op wat in de VS een 'Tunnel of Love' wordt genoemd, waarbij (jonge) geliefden elkaar in een donkere kermisattractie snel kunnen zoenen.
Wanneer de rupsbaan werd verwijderd, werd het gebouw behouden en werd er een speeltoestel in geplaatst. De wandelgang rond de rupsbaan werd ook behouden en is tegenwoordig onderdeel van de speelplaats. De speelplaats kreeg oorspronkelijk de naam Rosies Playground mee, maar deze naam werd gewijzigd in Phileas Fun House toen in 2013 het Jules Verne-thema werd geïntroduceerd in dat stuk van het park.
Afbeeldingen · Main Street